# جيان شوي
```
محافظة جيانشوي
 
(
بالصينية
:
 
建水
)
 وهي محافظة تتبع لمقاطعة 
يونان
 الواقعة في غرب 
جمهورية الصين الشعبية
، وهي إحدى المقاطعات الخاضعة لولاية هونغهي هاني وإقليم يي المتمتع بالحكم الذاتي في مقاطعة يوننان، تقع المقاطعة على الضفة الشمالية 
للنهر الأحمر
 في مقاطعة يوننان في جنوب البلاد، وتغطي مساحة 3789 كيلومترًا مربعًا ويسكنها قوميات صينية عدة منها 
هان
 
ويي
 
وهوي
 
وهاني
 
وداي
 
ومياو
 ومجموعات عرقية أخرى، بلغ عدد السكان المقيمين في المدينة نهاية عام 2012م حوالي 538300 نسمة. وفي نفس العام، حققت جيانشوي ناتج إجمالي بلغ 8.96 مليار 
يوان
، تمت الموافقة على جيانشوي من قبل مجلس الدولة كمقاطعة مفتوحة على العالم الخارجي في عام 1988م وأدرجت كمدينة تاريخية وثقافية مشهورة في الصين وموقع ذو وجهات سياحية رئيسية في عام 1994، وكان النمو الطبيعي للسكان بمعدل 6.19% .
[
4
]
```

## التاريخ والتسمية
كانت تسمى بوتو في العصور القديمة، والمعروفة أيضًا باسم باديان، بنى تانغ نانتشا ومدينة هويلي، والتي تُرجمت باسم «جيانشوي» باللغة الصينية، ويقع فيها قصر تونغهاي دودو. أثناء مملكة دالي لسلالة سونغ وكانت تنتمي إلى مقاطعة شي شان قديما. تأسست ارض جيانشوي في عهد أسرة يوان وكانت تسمى محافظة لينآن في عهد أسرة مينغ. خلال فترة تشيان لونغ من أسرة تشين، حيث أعيد بناء جيانشوي كمقاطعة.

## الاقتصاد
في عام 2012 ، حققت محافظة جيانشوي ناتجًا إجماليًا (إجمالي الناتج المحلي) بلغ 8.96 مليار يوان ، محسوبًا بأسعار قابلة للمقارنة (كما هو أدناه) ، بزيادة قدرها 13.5٪ عن العام السابق، منها: القيمة المضافة للصناعة الأولية كانت 2.14 مليار يوان، بزيادة 6.8٪ ؛ الثانية بلغت القيمة المضافة للصناعة 3.54 مليار يوان ، بزيادة 24.6٪ ؛ وبلغت القيمة المضافة للصناعة الثالثة 3.28 مليار يوان، بزيادة 6.5٪. تغير الهيكل الصناعي من 22.1: 38.3: 39.6 في العام السابق إلى 23.9: 39.5: 36.6.

## الموقع والمساحة
تقع جيانشوي في الجزء الشرقي من مقاطعة يوننان، بإحداثيات جغرافية تبلغ 23 درجة 37 درجة شمالاً و 102 درجة 50 درجة شرقاً ومساحتها الإجمالية 3940 كيلومترًا مربعًا. تقع على حدود مدينة كايوان من الشرق، ومحافظة شيبينغ من الغرب، ومحافظة تونغهاي من الشمال، ومحافظة يوانيانغ من الجنوب.

## السياحة والآثار
تعتبر السياحة في هذه المحافظة من أهم موارد الدخل ومصادر العيش فيها ويعتمد عليها الاقتصاد بشكل كبير حيث ان اعداد الاماكن السياحية كثيرة ومتعددة فلطالما كانت مقاطعة يونان الصينية عاصمة السياحة الصينية على جميع المستويات سواء السياحة الداخلية اوالخارجية ونذكر هنا أهم الوجهات والأكثر شهرة كالتالي:

### حديقة تشانغجيا
تقع حديقة تشانغ جيا في قرية توان شان وفي الصينية، على بعد 13 كيلومترًا فقط من غرب مدينة جيانشوي وقد تم بناؤها في أواخر عهد أسرة تشين وتغطي مساحة تزيد عن 10000 متر مربع، وهي عبارة عن سكن خاص لعائلة جانغ. تصميم المنزل هو في الأساس تخطيط فريد من نوعه «أربعة في خمسة ياردات» في منازل جيانشوي التقليدية والتي يتم ترتيبها عموديًا وأفقيًا لتشكيل مجموعتين من ثلاثة أفنية وقاعات أسلاف الحديقة وهي مجموعة من المنشآت الضخمة وتميزت بجودة بناء أفضل،

### جسر تيانيوان
يمتد جسر تيانيوان، على بعد عشرة أميال شرق مدينة جيانشوي، على نهر شنغهاي. وهو جسر مكون من ثلاث حفر ومائة قوس. تم بناؤه في السنة السادسة من عهد يونغ تشنغ في عهد أسرة تشينغ (1728) وأعيد بناؤه في العام الثالث لجياكينغ (1798). وهو جسر حجري بثلاث حفر يعبر النهر. على ارتفاع 43 مترًا، يوجد جناح ذو حدين في المنتصف مغطى ببرج مثمن الأضلاع. الطبقة السفلية هي قناة سطح الجسر، وجسور الاقتراب من الشمال إلى الجنوب عبارة عن منحدرات عالية مرصوفة بألواح، كل منها تلتوي في اتجاه الشرق والغرب، وتشكل شكل "S" أفقي. يبلغ إجمالي طول الجسر الرئيسي وجسر الاقتراب 121 مترًا، مع درابزين حجري يبلغ ارتفاعه متر واحد، وتماثيل أسود حجرية وأفيال على جانبي الجسر. يوجد جناح شاهدة حجري في الطرف الجنوبي من الجسر يبلغ طوله 6 أمتار وعرضه 2 متر ويدعمه ثلاثة أعمدة حجرية بارتفاع 2.74 متر ويوجد في جناح الجسر سبعة شواهد تسجل بداية ونهاية بناء الجسر ومزاياه. الخط جميل جدا ومن بينها عهد أسرة تشينغ تم نقش النصب في السنة الثامنة من فترة يونغ تشنغ مع لوائح البلدة والاتفاقيات الشعبية لحماية البيئة حول الجسر

### جسر التنين المزدوج
يقع جسر التنين المزدوج على بعد ثلاثة كيلومترات غرب مدينة جيانشوي، وهو عبارة عن ثلاثة أجنحة وجسر مقوس حجري كبير من سبعة عشر حفرة، وهو يقع عند نقطة التقاء نهر شنغهاي ونهر Tachong ، أحد روافد نهر نان بان. وقد سمي هذا الجسر بهذا الاسم لأن النهرين يتعرجان مثل التنين. تم بناء هذا الجسر في عهد تشين لونغ في عصر أسرة تشينغ، يتكون الجسر بأكمله من عشرات الآلاف من الأحجار الزرقاء الضخمة، بطول إجمالي يبلغ 148 مترًا، وسطح جسر بعرض 3-5 أمتار واسع ومسطح هناك ثلاثة أجنحة على الجسر والجناح الأوسط به ثلاث طبقات.

### معبد جيانشوي الكونفوشيوسي
تم بناء معبد كونفوشيوس في عهد أسرة يوان (بالصينية: 元朝) عام 1285م، وله تاريخ يزيد عن 700 عام. بعد أكثر من 50 عملية توسعة وإصلاح، تغطي مساحته 114 فدانًا. ويحتل نطاقها الحالي ومستوى المبنى ودرجتها المحفوظة جيدًا المرتبة الثانية بعد معبد تشوفو كونفوشيوس 孔庙 في مسقط رأس شاندونغ كونفوشيوس ومعبد بكين الكونفوشيوسي، وهي من بين الأفضل في المعابد الكونفوشيوسية الكبيرة في البلاد.